# آکیکو یوسانو
آکیکو یوسانو (به ژاپنی: 与謝野晶子 Akiko Yosano)؛ زاده ۷ دسامبر ۱۸۷۸ درگذشته ۲۹ مهٔ ۱۹۴۲) یک نویسنده، و آموزش و پرورش اهل ژاپن بود.